# Elkanah Onkware Angwenyi
Elkanah Onkware Angwenyi (Kenia, 5 de febrero de 1983) es un atleta keniano especializado en la prueba de 1500 m, en la que consiguió ser medallista de bronce mundial en pista cubierta en 2006.

## Carrera deportiva
En el Campeonato Mundial de Atletismo en Pista Cubierta de 2006 ganó la medalla de bronce en los 1500 metros, llegando a meta en un tiempo de 3:42.98 segundos, tras el ucraniano Ivan Heshko (oro con 3:42.08 segundos) y el también keniano Daniel Kipchirchir Komen (plata).